# Top Race Series
A Top Race Series é uma categoria de turismo na Argentina disputada desde 2005. Ela é uma categoria de acesso da Top Race.

## História

### Origens

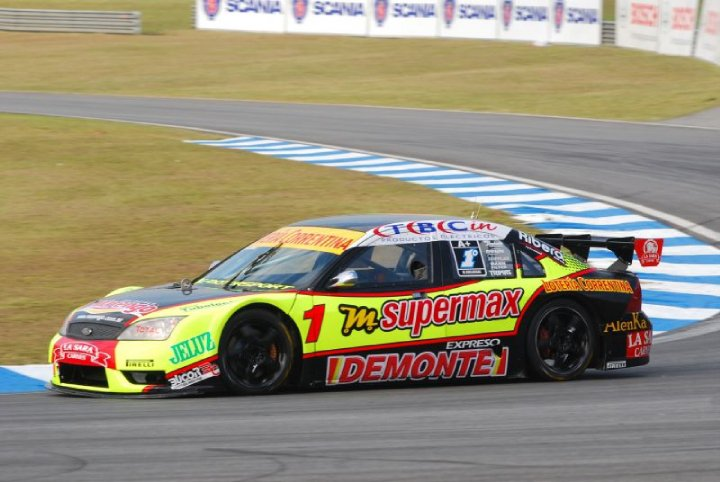
Ford Mondeo da Top Race Junior, em 2009

Com a implementação em 2005 da TRV6, a organização da Top Race decidiu criar uma categoria utilizado os carros antigos da Top Race, utilizados desde o ano 1997, criando a Top Race Pista (também chamada de Top Race Original), sendo ela uma categoria de acesso da Top Race.
Em 2006 se daria continuidade a Top Race Pista, porém, os grids demonstraram ser muito pequenos (chegando na média de 9 carros por cada etapa). Devido ao pouco interesse por parte dos pilotos de seguir competindo com estes modelos, a organização da Top Race decidiu cancelar e dar por encerrar a Top Race Pista.
Isto gerou um vazio entre a TRV6 e outras categorias que serviriam como acesso para a TRV6, devido as capacidade do novo carro da categoria principal. Desse modo, em 2007, implementou-se uma nova categoria para promover a formação de pilotos. Esta categoria foi nomeada como Top Race Junior.

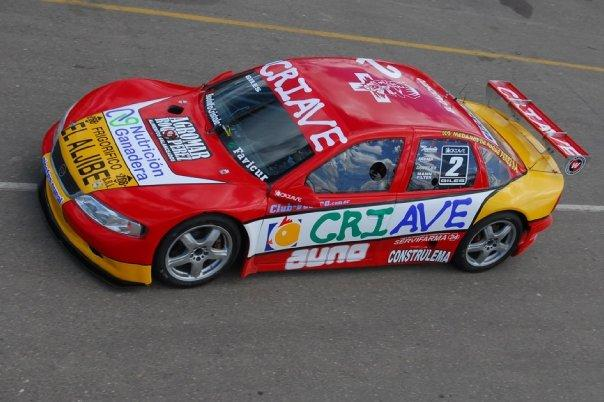
Chevrolet Vectra da Top Race Junior

Assim como o TRV6, a Top Race Junior seria uma categoria de carros bolha. Estes carros são preparados com o propósito de se adaptarem aos pilotos que vêm do karting e das fórmulas para depois poderem subir aos carros da categoria principal. 
Os carros da Top Race Junior eram fabricados com o mesmo chassi e configuração mecânica. Todos os carros recebiam o motor quatro cilindros Duratec by Berta, gerando 260 cv (191 kW), construídos pela preparadora argentina Oreste Berta. O chassis e motor são montadas sob carrocerias de fibra de vidro reforçada e que imitam as carrocerias de três modelos: Chevrolet Vectra, Ford Mondeo e Alfa Romeo 156 . A paridade demonstrada nesta categoria é tal que nos primeiros três anos, seus três primeiros campeões conquistaram seus títulos com as três marcas que disputavam este torneio.
O nível dos pilotos demonstrado no último ano na categoria, somado à incorporação de pilotos com experiência internacional (como Nicolás Filiberti ou Adrián Hang) e a incursão de pilotos mais experientes, fez se ventilar a ideia de uma troca no nome desta categoria, já que o termo "Junior" foi pensado com o objectivo de criar novos pilotos no automobilismo argentino. No entanto, pelas causas anteriormente nomeadas, a organização da Top Race, pensou seriamente em trocar o nome da categoria, executando finalmente um concurso através do site da categoria, onde o público votaria o novo nome da categoria de acesso.

### Top Race Series
No dia 25 de julho de 2010, após a prova disputada pela categoria em Interlagos, um grupo de pilotos abordou o presidente da categoria, Alejandro Urtubey, para apresentar a ideia da mudança do nome. Diante desse pedido, Alejandro Urtubey resolveu deferir o pedido e lançou um concurso no site da categoria para que o público votasse em um novo nome para a Top Race Junior, indicando o crescimento da categoria em seus quatro anos de existência. 
Por fim, em 18 de setembro de 2010, foi apresentado ao público o novo nome da categoria. A partir dessa data, o Top Race Junior passou a se chamar Top Race Series, nome que foi escolhido via internet pelos fãs da categoria e pelos usuários do site de onde foi realizada a votação. O nome Top Race Series foi escolhido por 1.245 pessoas, o que representou aproximadamente 44% da votação, tendo uma boa aceitação dos pilotos.  Outros nomes oferecidos para renomear a categoria foram Top Race V4 (que ficou em segundo lugar com 30% e 865 votos), Top Race Pista (3º com 8% e 233 votos), Top Race Argentina, Top Race Oro e Top Race L4, entre outros .

### Top Race Series V6

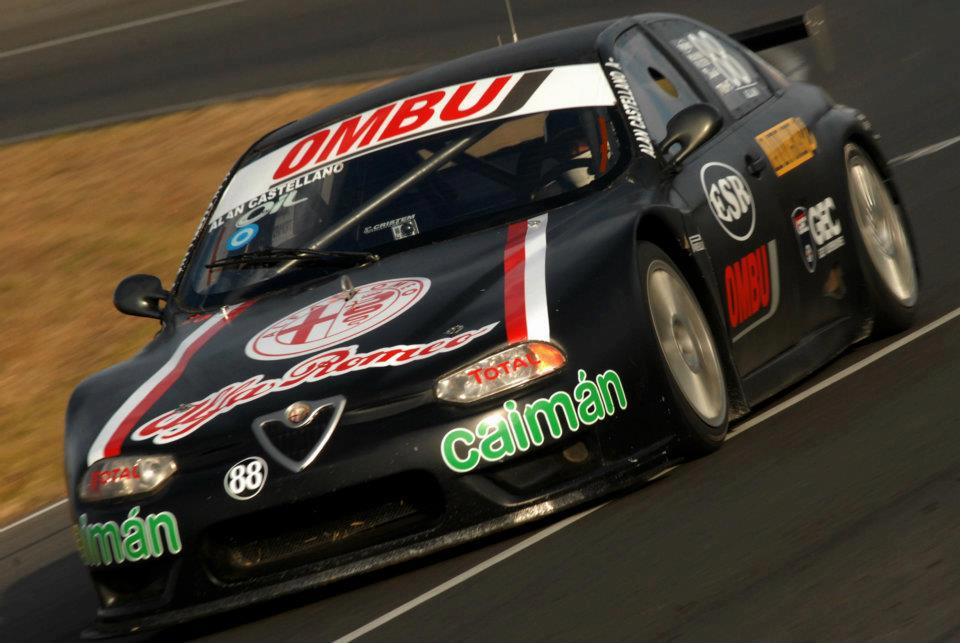
Alfa Romeo 156 da Top Race Series, em 2012

Em 2010, a organização da Top Race anunciou a criação de uma reformulação da TRV6, criada a partir de bolhas de corrida e novos motores Berta 3.5 V6 de 395 cv (290 kW), mais potentes que os Jaguar 3.0 V6, de 354 cv (260 kW). 
Desta forma, os antigos carros da TRV6 passaram a fazer parte da categoria, agora chamada de Top Race Series V6 (TRSV6) a partir da temporada de 2012.Da mesma forma, os antigos carros da Top Race Series foram para a nova Top Race Junior, continuando a cumprir sua função de categoria de acesso. Ao mesmo tempo, foi determinado que tanto a TRSV6 quanto a TR Junior sofreriam uma redução na potência de seus motores, passando o Jaguar 3.0 V6 de 354 cv (260 kW) para 273 cv (201 kW), enquanto os Duratec by Berta reduziram sua potência de 260 cv (191 kW) a 210 cv (156 kW).
Em 2012, o campeão da Top Race Series foi Humberto Krujoski, que assim somou seu segundo campeonato. Entre 2012 e 2013, o Top Race Series começou a assumir forte relevância junto com a categoria principal, muito pelo fato de vários pilotos da TRV6 terem optado por continuar nesta categoria, por questões orçamentárias. Foi assim que em 2013 o grid apresentou pilotos de renome no automobilismo argentino como Henry Martin e Fabián Flaqué, competindo com outros pilotos com participações nacionais como Humberto Krujoski ou Oscar Sánchez . 
Em 2013, o Top Race Series começou a se consolidar, porém a Top Race Junior começou a passar por problemas, já que em cada corrida a média de nove carros na grid não conseguia ser ultrapassada. Foi assim que em meados de 2013, a organização decidiria encerrar a Top Race Junior, fazendo com que vários de seus pilotos optassem por subir para a Top Race Series. Como consequência deste encerramento do campeonato, a organização decidiu transferir as últimas unidades de sua divisão Junior para a equipe SDE Competición, que, após um acordo previamente firmado em 2013, decidiu criar a Top Race NOA, uma divisão da categoria exclusiva para o noroeste argentino.

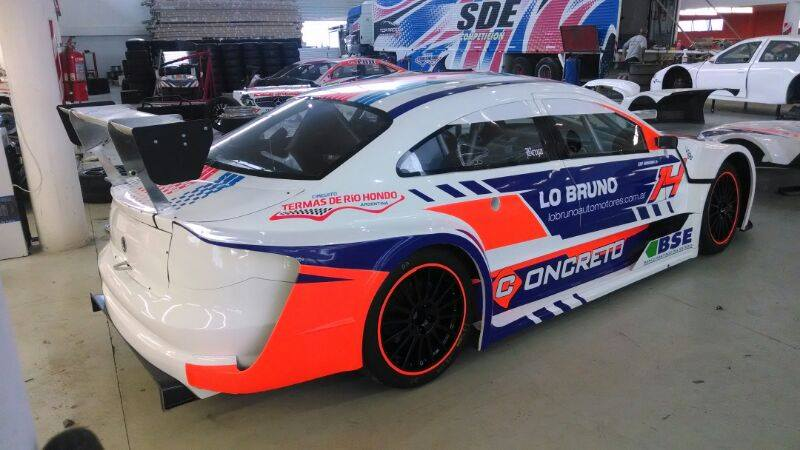
Protótipo da Top Race Series em 2014

### Nova reformulação
Apesar de ter sido reformulada anteriormente, a Top Race Series acabou por não satisfazer os seus participantes. A falta de paridade entre marcas e modelos, levantou a necessidade de buscar uma reforma no grid para poder promover corridas mais competitivas e com maior paridade entre pilotos.
No final de 2013 e com a chegada de Javier Azar como gerente da categoria, seria apresentado um novo plano de remodelação para a Top Race Series, com a ideia de implementar uma bolha única para todos os carros da categoria, mantendo os chassis e o motor. Desta forma, em 2014, a categoria seria novamente reformulada. 
Esses carros mantiveram as mesmas características técnicas dos carros utilizados até 2013, ou seja, motor Jaguar 3.0 V6, de 273 cv (201 kW), acoplado a um câmbio Saenz, sequencial, de 5 marchas. Quanto à bolha, recebeu um design muito semelhante ao modelo Volkswagen Passat CC, com exceção da frente, que foi projetada para receber identificações da marca utilizada pelo piloto. Dessa forma, os porta-malas dos carros são identificados com decalques que representam as grades dos modelos Chevrolet Cruze, Fiat Linea, Ford Mondeo III, Mercedes-Benz Classe C, Mitsubishi Lancer GT e Volkswagen Vento.

## Modelos Homologados
Modelos homologados para a temporada 2022
- Chevrolet: Chevrolet Cruze
- Fiat: Fiat Cronos
- Ford: Ford Mondeo
- Subaru: Subaru Impreza
- Mercedes-Benz: Mercedes-Benz CLA
- BMW: BMW Série 4
- Toyota: Toyota Camry
- Volskwagen: Volkswagen Passat

## Campeões
| Temporadas | Campeões           | Carro               |
| ---------- | ------------------ | ------------------- |
| 2010       | Gerardo Salaverría | Chevrolet Vectra II |
| 2011       | Federico Lifschitz | Ford Mondeo II      |
| 2012       | Humberto Krujoski  | Ford Mondeo III     |
| 2013       | Henry Martin       | Volkswagen Passat   |
| 2014       | Lucas Ariel Guerra | Fiat Linea          |
| 2015       | Fabián Flaqué      | Mercedes-Benz CLA   |
| 2016       | Lucas Valle        | Chevrolet Cruze     |
| 2017       | Bruno Boccanera    | Fiat Tipo           |
| 2018       | Gastón Crusitta    | Chevrolet Cruze     |
| 2019       | Bruno Boccanera    | Ford Mondeo         |
| 2020       | Franco Morillo     | Fiat Cronos         |
| 2021       | Diego Verriello    | Fiat Cronos         |
| 2022       | Oscar Sánchez      | Fiat Cronos         |
| 2023       | Lucas Bohdanowicz  | Toyota Camry        |
| 2024       | Lucas Bohdanowicz  | Toyota Corolla      |

## Ver Também
- Top Race V6
- Top Race Junior
- Top Race NOA